# Teofil Osiecki
Teofil Osiecki (ur. 20 grudnia 1813, zm. 30 sierpnia 1901 w Nicei) – polski uczestnik walk narodowowyzwoleńczych w XIX wieku. 

## Życiorys
W 1831 wziął udział w powstaniu listopadowym jako podchorąży. Po upadku powstania przebywał na emigracji. W późniejszych czasach brał udział w zrywach rewolucyjnych w Europie. W powstaniu węgierskim 1848 walczył w stopniu porucznika w szeregach Legionów Polskich gen. Józefa Bema. Później był kapitanem w sztabie gen. Władysława Zamoyskiego podczas wojny krymskiej (1853-1856). Później był podpułkownikiem inżynierem w wojsku Giuseppe Garibaldiego. Wziął udział w powstaniu styczniowym, 1863 schronił się w Krakowie. W latach 1870–1875 wykładał język francuski i rysunek w królewskim kolegium w Neapolu.
Przez wiele lat zamieszkiwał w Nicei przy Rue de Rome 14. Na początku XX wieku był jednym z ostatnich żyjących powstańców listopadowych.